# Fagge
Fagge es un área de gobierno local en el Estado de Kano, Nigeria, en el área de la ciudad de  Kano. Su sede se encuentra en el suburbio de Waje. Tiene una superficie de 21 km ² y una población de 198.828 en el censo de 2006. El código postal de la zona es de 700